# FIBA Order of Merit
Der FIBA Order of Merit ist eine von vier würdigenden Auszeichnungen, die von der FIBA – Fédération Internationale de Basketball vergeben werden.
Die anderen Klassen sind die FIBA Hall of Fame, der Radomir-Shaper-Preis der FIBA und der FIBA Silver Plate Award.
Unter Beachtung exakt formulierter Regeln kann der FIBA Order of Merit an Basketballer, auch Trainer, Schiedsrichter, Kommissare, Funktionäre, Mitarbeiter der FIBA etc., aus den FIBA-Zonen FIBA Afrika, FIBA Amerika, FIBA Asien, FIBA Europa und FIBA Ozeanien vergeben werden, die herausragende individuelle Leistungen erbracht haben. Weiter wird die Auszeichnung an Persönlichkeiten außerhalb der FIBA vergeben, die einen sehr bedeutenden Beitrag zur Entwicklung des Basketballsports oder des Sports im Allgemeinen geleistet haben.
Aktive Mitglieder der Leitungsgremien der FIBA und aktive FIBA Mitarbeiter können nicht mit dem Order of Merit ausgezeichnet werden.
Der FIBA-Präsident, der FIBA-Generalsekretär und die Präsidenten der FIBA-Zonen verfügen jeweils über ein eigenes Vorschlagsrecht für die Vergabe dieser Auszeichnung. Die Entscheidung über eine Empfehlung des FIBA-Präsidenten und des FIBA Generalsekretärs erfolgt durch den Central Board der FIBA.

Basketball weltweit – fünf FIBA Zonen

Der FIBA Order of Merit wird im Rahmen eines offiziellen Festaktes der FIBA an den Empfänger übergeben. Dabei werden die Verdienste des Empfängers in der Welt des Basketballsports sowie dessen Einstellungen und Haltungen zu den Idealen des Sports gewürdigt.
Erstmals wurde der FIBA Order of Merit im Juli 1994 in Toronto (Kanada) vergeben.

## Träger des Ordens
Mit dem FIBA Order of Merit wurden ausgezeichnet:
| Folge | Name                    | Nation              | Datum     | Ort            | FIBA ZONE |
| ----- | ----------------------- | ------------------- | --------- | -------------- | --------- |
| 1     | R. William Jones        | England             | Juli 1994 | Toronto        | FIBA      |
| 2     | Kreshimir Cosic         | Kroatien            | Juli 1994 | Toronto        | Europa    |
| 3     | Clifford Fagan          | Vereinigte Staaten  | Juli 1994 | Toronto        | Amerika   |
| 4     | Ursula Frank            | Deutschland         | Juli 1994 | Toronto        | Europa    |
| 5     | Norman Gloag            | Kanada              | Juli 1994 | Toronto        | Amerika   |
| 6     | Moctar Guene            | Senegal             | Juli 1994 | Toronto        | Afrika    |
| 7     | Erwin Kassai            | Ungarn              | Juli 1994 | Toronto        | Europa    |
| 8     | Anselmo López           | Spanien             | Juli 1994 | Toronto        | Europa    |
| 9     | Luis A. Martin          | Argentinien         | Juli 1994 | Toronto        | Amerika   |
| 10    | Hans-Joachim Otto       | Deutschland         | Juli 1994 | Toronto        | Europa    |
| 11    | Gonzalo G. Puyat II     | Philippinen         | Juli 1994 | Toronto        | Asien     |
| 12    | Bozhidar Takev          | Bulgarien           | Juli 1994 | Toronto        | Europa    |
| 13    | Maciel Ubiratan         | Brasilien           | Juli 1994 | Toronto        | Amerika   |
| 14    | Yoshimi Ueda            | Japan               | Juli 1994 | Toronto        | Asien     |
| 15    | Enrico Vinci            | Italien             | Juli 1994 | Toronto        | Europa    |
| 16    | William Wall            | Vereinigte Staaten  | Juli 1994 | Toronto        | Amerika   |
| 17    | Sergei Belov            | Russland            | Apr. 1995 | Lausanne       | Europa    |
| 18    | Robert Blanchard        | Frankreich          | Apr. 1995 | Lausanne       | Europa    |
| 19    | Aleksander Nikolic      | BR Jugoslawien      | Apr. 1995 | Lausanne       | Europa    |
| 20    | Alberto Rosello         | Uruguay             | Apr. 1995 | Lausanne       | Amerika   |
| 21    | Duk-Joo Yoon            | Südkorea            | Apr. 1995 | Lausanne       | Asien     |
| 22    | Marian Kozlowski        | Polen               | Apr. 1996 | München        | Europa    |
| 23    | Abdel Azim Ashry        | Ägypten             | März 1997 | Rio de Janeiro | Afrika    |
| 24    | Antonio Lisanti         | Uruguay             | März 1997 | Rio de Janeiro | Amerika   |
| 25    | Marcel Pfeuti           | Schweiz             | März 1997 | Rio de Janeiro | Europa    |
| 26    | August Pitzl            | Österreich          | März 1997 | Rio de Janeiro | Europa    |
| 27    | Nebojsha Popovic        | BR Jugoslawien      | März 1997 | Rio de Janeiro | Europa    |
| 28    | Allen Rae               | Kanada              | März 1997 | Rio de Janeiro | Amerika   |
| 29    | Emiliano Rodríguez      | Spanien             | März 1997 | Rio de Janeiro | Europa    |
| 30    | Raimundo Saporta        | Spanien             | März 1997 | Rio de Janeiro | Europa    |
| 31    | Federico Slinger        | Uruguay             | März 1997 | Rio de Janeiro | Amerika   |
| 32    | Zacharias Alexandrou    | Griechenland        | Apr. 1998 | München        | Europa    |
| 33    | Walther Tröger          | Deutschland         | Apr. 1998 | München        | Europa    |
| 34    | Aldo Vitale             | Italien             | Apr. 1998 | München        | Europa    |
| 35    | Abdou Diouf             | Senegal             | Mai 1999  | Barcelona      | Afrika    |
| 36    | Ruperto Herrera Tabio   | Kuba                | Mai 1999  | Barcelona      | Amerika   |
| 37    | Vladimir Kondrashin     | Russland            | Mai 1999  | Barcelona      | Europa    |
| 38    | Mauricio Martelino      | Philippinen         | Mai 1999  | Barcelona      | Asien     |
| 39    | Radomir Shaper          | BR Jugoslawien      | Mai 1999  | Barcelona      | Europa    |
| 40    | Chang-Lu Zhang          | Volksrepublik China | Mai 2000  | München        | Asien     |
| 41    | Lorraine Landon         | Australien          | Nov. 2000 | München        | Ozeanien  |
| 42    | Pedro Ferrándiz         | Spanien             | Nov. 2000 | München        | Europa    |
| 43    | George E. Killian       | Vereinigte Staaten  | Nov. 2000 | München        | Amerika   |
| 44    | Fumiya Tamiaki          | Japan               | Nov. 2000 | München        | Asien     |
| 45    | Jean-Marie Weber        | Schweiz             | Nov. 2000 | München        | Europa    |
| 46    | Giancarlo Primo         | Italien             | Apr. 2001 | München        | Europa    |
| 47    | Eugenio Korwin          | Italien             | Juni 2002 | Genf           | Europa    |
| 48    | Miloslav Kříž           | Tschechien          | Juni 2002 | Genf           | Europa    |
| 49    | Kenneth Charles         | England             | Nov. 2002 | Genf           | Europa    |
| 50    | Keith Mitchell          | England             | Nov. 2002 | Genf           | Europa    |
| 51    | Alistair Ramsay         | Australien          | Nov. 2002 | Genf           | Ozeanien  |
| 52    | Cesare Rubini           | Italien             | Nov. 2002 | Genf           | Europa    |
| 53    | Ernesto Segura de Luna  | Spanien             | Nov. 2002 | Genf           | Europa    |
| 54    | Abdoulaye Seye Moreau   | Senegal             | Nov. 2002 | Genf           | Afrika    |
| 55    | Geneviève Hartmann      | Frankreich          | Nov. 2003 | Genf           | Europa    |
| 56    | Zine El Abidine Ben Ali | Tunesien            | Mai 2005  | Nyon           | Afrika    |
| 57    | Alexander Boshkov       | Bulgarien           | Mai 2005  | Nyon           | Europa    |
| 58    | Mario Hopenhaym         | Uruguay             | Aug. 2006 | Tokio          | Amerika   |
| 59    | Jacques Huguet          | Frankreich          | Aug. 2006 | Tokio          | Europa    |
| 60    | George Vassilakopoulos  | Griechenland        | Sep. 2010 | Istanbul       | Europa    |
| 61    | Mario Arceri            | Italien             | Sep. 2010 | Istanbul       | Europa    |

Hinweise zur Tabelle: In der Spalte „Folge“ ist die Reihenfolge der Vergabe dokumentiert. Die Inhalte der Spalten „Datum“ und „Ort“ beziehen sich ebenfalls auf die offizielle Vergabe der Auszeichnung durch die FIBA. Die Schreibweise der Namen wurde grundsätzlich, wie alle anderen in der Liste dokumentierten Daten, unverändert aus den FIBA-Dokumenten übernommen. Auf die Dokumentation von Titeln wurde in Übereinstimmung mit den Konventionen der freien Enzyklopädie Wikipedia verzichtet. Die Nationalität der genannten Persönlichkeiten muss nicht in jedem Einzelfall der genannten Nation entsprechen. Alle fünf Spalten verfügen über eine Sortierfunktion. Zu beachten ist, dass Umlaute bei einer A-bis-Z-Sortierung speziell berücksichtigt werden. Die Spalte „FIBA Zone“ wurde eingefügt, um eine „Verteilungsanalyse“ zu ermöglichen.